# Nematogomphus badius
Nematogomphus badius är en mångfotingart som först beskrevs av Carl Graf Attems 1953.  Nematogomphus badius ingår i släktet Nematogomphus och familjen Gomphodesmidae. Inga underarter finns listade i Catalogue of Life.